# Guo Gan
 (mars 2024).
Guo Gan (chinois : 果敢 ; pinyin : guǒ gǎn), né le 15 novembre 1968 à Shenyang en République populaire de Chine, est un grand maître du erhu (vièle chinoise à deux cordes). Il est décoré chevalier de l'ordre des Arts et des Lettres le 25 avril 2016 par l'ambassade de France en Chine à Pékin. Guo Gan est le premier musicien chinois jouant d'un instrument traditionnel décoré de cet ordre,.

## Biographie
Il est le fils de Guo Junming (果俊明, guǒ jùnmíng, 1940 — 2010), lui-même grand maître d'erhu. Son père commence à lui apprendre le erhu dès l'âge de quatre ans. Étant jeune, il pratique également le violon, le violoncelle et le piano.
Il étudie au conservatoire de Shenyang, où, après y avoir obtenu son diplôme, il devient professeur à partir de 1995. Il obtient le premier prix du concours de musique traditionnelle en 1992. Il y obtient également une licence de littérature, puis commence des études de percussion. En 2001, Guo Gan décide de venir à Paris pour étendre ses expériences musicales. Il s’inscrit à l'École Nationale de Musique de Fresnes où il poursuit une formation de percussions jazz. Il perfectionne sa technique des percussions en jazz auprès de Vives Querol Marc. Il parcourt plus de 100 pays et fait près de 3000 concerts et spectacles. Il enregistre plus de 90 CD et 70 musiques de film (Kung Fu Panda 3, L'Idole, Shaolin, Astérix et Obélix : L'Empire du Milieu...) avec de nombreux orchestres de renommée mondiale dans les grands salles, dont deux fois au Carnegie Hall de New York. Il joue avec des musiciens célèbres tels que Lang Lang, Hans Zimmer, Didier Lockwood, Yvan Cassar, Gabriel Yared, Jean-François Zygel, Raphael, Nguyên Lê, Nicolas Errèra, Stromae, Matthieu Chedid, Armand Amar, Sami Yusuf...
En octobre 2005, Guo Gan joue avec Yvan Cassar et l'orchestre de l'Opéra national de Paris au Palais des congrès de Paris.
Il joue un concert avec Lang Lang à New York au Carnegie Hall le 28 octobre 2009 :

« Mr. Guo, a magnificent performer, shaped melodies with the expressive contours of vocal lines in Hua Yanjun's“Moon Reflected on the Er-Quan Spring” and provided flourishes that might give a violinist pause during Huang Haihuai's »

— Steve Smith, critique de musique - The New York Times
En 2009, il fait un concert avec Lang Lang au Chicago Symphonie Hall et à Los Angeles au Orange Country Hall :

« Guo was a wonder, his erhu sweetly filling the air with an astonishing sweet and sumptuous sonic perfume, which Lang accompanied with exquisite sensitivity and a sense of fun »

— Mark Swed, critique de musique - Los Angeles Times
le 7 mars 2009, Guo Gan et Huong Thanh et Mieko Miyazaki à Paris   musée  Guimet  concert .
Le 11 mars 2009, il joue pour les enfants au Musée de la musique et à la Cité de la musique avec la philharmonie de Paris.
Le 30 mars 2011, il joue avec Lang Lang à la Cité de la musique de Paris.
Le 27Juillet 2011 .Un violon sur le sable . Guo Gan et le violon dix fois centenaire.
Le 20 octobre 2011, il a composé pour le film Himalaya face aux abeilles géantes.
Le 15 novembre 2011, il a travaillé avec Nicolas Errèra pour le film Shao Lin.
Il joue en 2012 au Théâtre Jean Vilar avec l'orchestre Paris-Pékin avec Sun Yin à la direction.
Le 29 juin 2012, il joue avec Fiona Sze-Lorrain au festival Musicaves.
le 15 septembre 2012. Radio France Internationale Live au studio 136 avec Kumar et Guo Gan & Mieko Miyazaki.
Le 25 juin et le 14 septembre 2012, il joue en direct avec Mieko Miyazaki au Studio Radio France, et à l'église du Hailan en 2013.
le 21 janvier 2013, Quand le koto japonais rencontre l’ehru chinois.
le 24 mars 2013, Entretien avec Guo Gan, l’artiste Erhu.
le  23 au 31 juillet 2013, Tour Espagnal avec Mieko Mizayaki.
Il joue un concert avec Didier Lockwood le 2 août 2014 au jazz in Marciac et le 24 juillet 2016 au Jazz à Juan.
Le 18 septembre 2014, il joue à l'Église de la Madeleine, à Paris, pour la célébration du cinquantième anniversaire de l'établissement des relations diplomatiques entre la France et la Chine populaire.
Il se produit également avec la joueuse de koto Mieko Miyazaki,,,,
Le 25 mars 2014, il fait un concert avec la pianiste de jazz Helen Sung au Carnegie Hall à New York.
En mars 2014, il joue avec Lo'jo, un groupe angevois.
le 26 septembre 2014 . Guo Gan Trio – Le maître du erhu. concert  à Paris Musee Guimet .
Le 18 juillet 2015, il joue en concert avec Adrien Frasse-Sombet à Monaco.
Le 8 août 2015, il fait un concert en solo en festival Nouvelles Renaissances.
Le 8 novembre 2015, il joue avec Walter Hus dans une émission sur France Musique et le 20 mai 2016 lors d'un concert à Branchesculture (Bruxelles).
2012- 2022 .Il joue également en compagnie du multi-instrumentiste français Mathias Duplessy et de plusieurs autres musiciens du groupe Duplessy et les trois violons du monde,,
En 2016 et 2017, il joue en France avec Didier Lockwood au Théâtre Espace Coluch, aux Nuits de Fourvière, à l'Embarcadère, à l'Auditorium de Normandie, à Bordeaux et à l'auditorium Jean Moulin.
Le 20 mars 2016, il a travaillé avec Nicolas Errèra pour le Film Mountain Cry.
Le 26 avril 2016, en l'honneur de la contribution remarquable de Guo Gan, maître du erhu, vièle chinoise à deux cordes, aux échanges culturels et aux créations croisées entre musiciens français et chinois, l'ambassadeur de France en Chine Maurice Gourdault-Montagne lui a remis les insignes de chevalier de l'ordre des arts et des lettres, à l'occasion d'une réception à la résidence de France à Beijing. Guo Gan est le premier musicien chinois jouant d'un instrument traditionnel décoré de cet ordre.
Le 1er mai 2016, il joue avec Emre Gültekin au Festival Homerecords à Liège.

Le 27 mai 2016, le Figaro et le China Daily font un rapport conjoint sur Guo Gan : 

« Un instrument qui doit se faire entendre sur la scène mondiale »

— le Figaro et le China Daily
Le 11 août 2016, il joue  aux Musiques de Nuit à Bordeaux.
Le 18 novembre 2016, il fait un concert solo en Sologne.
Le 13 avril et le 9 mai 2017, Guo Gan joue en Chine.
Le 2 juillet 2017, Guo Gan joue avec LingLing Yu au Festival en Othe et le 27 juillet avec Emre Gültekin au théâtre Jacques-Cœur.
le 26 juillet 2017, Festival " Un  Violon sur le sable " du pianiste Duchâble au maître chinois Guo Gan.
le 27 juillet 2017, Rencontre sino-turque avec Guo Gan Duo, ce soir au théâtre Jacques-Cœur.
Le 9 août 2017, il joue avec Loup Barrow au Labeaume Festival.
Le 20 février 2018, il joue avec Jean Pierre Jozéfinn à Saint Paul,.
le 7 juin 2018, Guo Gan Rencontres musicales de Chaon avec Jean-François Zygel 
le 19 novembre 2018. Guo Gan - Violons et guitares mondiaux, musique de l’Inde, compositeurs espagnols et festin de Thanksgiving.
Le 24 avril 2019, il joue un concert solo en France.

« Un Roi Du Violon Chinois dans le Départemant »

— Cécile Germain le mer (dici.fr) 
le 26 avril 2019 . Le violon traditionnel chinois par le virtuose Guo Gan.
le  8 - 15 mai 2019 . Duplessy & The Violons Of The World Ft. Guo Gan (France, Chine, Mongolie, Suède) Tour Malaysia. Rainforest World Music Festival.
le 21 août 2019 . Stasera al Roccella Jazz Festival due prime mondiali con Serena Brancale e la stella cinese Guo Gan.
Les 22-24 octobre 2020, il a joué avec Sami Yusuf à L'Expo 2020 Dubai.
Le 25 février 2020 a lieu un concert à Radio France par le Trio Trois Parfums (Huong Than, Guo Gan, Fumie Hihara).
Le 21 novembre 2020, il joue pour le 12e Prix Fu Lei de la traduction et de l'édition à l'ambassade de France en Chine.
Le 4 février 2021, il joue pendant l'émission de Radio France.
le 23 septembre 2021. Il Joue pour  Le « Concert sino-français de la Fête de la mi-automne 2021 » s'est tenu en ligne .(Centre culturel de Chine à Paris )
Le 17 novembre 2021, il a composé avec Oliver Dax, Dominique Gauriaud, Ganet Charles Olins pour le film Les Bodin's en Thaïlande.
Le 19 novembre 2021, il joue avec Inva Mula, Olen Cesari et Genç Tukici à la Salle Gaveau à Paris.
Le 22 mars 2022, il a enregistré avec Stromae pour son nouvel album «Multitude».
Le 25 juin 2022, il a enregistré avec Lang Lang pour son nouvel album The Disney Book.
Le 19 juin 2022, il joue au Théâtre des Champs-Élysées dans Image China Concert.
Le 30 septembre 2022, Guo Gan et ses amis jouent à Paris à la Salle Gaveau, un concert sous le signe de la fraternité entre les cultures et les peuples.
Le 5 janvier 2023, il a travaillé avec Matthieu Chedid pour le film Astérix et Obélix: L'Empire du Milieu.
le 9 Mars 2023  l'Institut d'Études Européennes de la Sorbonne Nouvelle --  L’Edito: Entretien d’artiste avec Guo Gan 
le 5- 20 Avril  Tour USA avec Duplessy et les violons du monde.
le 30 Mai 2023 . il a  jour avec Sébastien Damiani à festival international du film muet de Chartres, Sound of silent.
le 4 Juillet . Guo Gan concert  à  Festival Villa Solomei  .Italy  
le 4 Octobre 2023 . Guo Gan  concert  à  Hong Kong HKUST Salle principale, auditorium Shaw.
7 décembre 2023 . avec Lang Lang  Disney Book concert  in  DuBai   
25/01/2024 . Juliette Binoche, Mélanie Laurent et Joyce Jonathan, Guo Gan . ambassadrices de la culture française en Chine  pour célébrer les 60 ans de l’amitié franco-chinoise .au 2e étage de la Tour Eiffel. Paris Match.
16/02/2024 . GUO Gan et ses amis - Concert du Nouvel An chinois de l’année du Dragon. Mairie du 13e  Paris - Salle des fêtes.
21/03/2024 . 3 Parfems  concert  à  Toulouse Festival Made in Asia  et  après  31/03 au 30 /04 /2024  3 Parfems Tour in Asia  (China, Japan, Vietnam, Combodia ) 
22 au 29 /03/2024. Tour en france with Duplessy & the Violins of the World.
03/05/2024   Carte Blanche à Guo Gan, célèbre maître du erhu, et à ses invités . musée Guimet.
16/06/2024    avec Lang Lang . Gina Alice Redlinger ont donné le concert de l'été 2024 à l'ambassade de Chine en France à Paris.
06/08/2024   Guo Gan et  Julia Malischnig  duo  à  Authriche -La Guitarra Esencial 2024.
05/09/2024 . Guo Gan, Fabio Turchetti . Alberto Venturini concert  Monteverdi  à Cremona ( Italy ) 
11/09 au  05/10 /2024 . Guo Gan au Japan Tour with  Duplessy et Violon du Monde .
10 /10/2024 . Guo Gan  et  Jackie Chan ont participé à l'événement de l'aéroport Paris Charles de Gaulle célébrant le 60e anniversaire de l'établissement des relations diplomatiques entre la Chine et la France.
16/03/2025. Guo Gan joue avec LingLing Yu à  Philharmonie de l'Elbe, Kleiner Saal .Hamburg.
25/04/2025 . La HKUST School of Humanities and Social Science a l’honneur d’accueillir Guo Gan, maître erhu de renommée internationale, en tant que professeur auxiliaire, professeur invité et artiste en résidence. La cérémonie de nomination, qui s’est tenue le 22 avril 2025.
04/07/2025 . Guo Gan, grand maître chinois du ErHu et Anne Berteletti, pianiste, ont offert au public un concert d' exception dans le jardin du Cloître.
10/07/2005. Guo Gan.Xia Wang, soprano . Genc Tukiçi, piano concert  à Korça pour  8ème édition du Festival MIK.
24/07/2025.Un Violon sur le sable à Royan :  Guo Gan, grand maître d'erhu et ambassadeur de la culture chinoise.
- Publier des enregistrements
- 2002 :  L'idole  (  avec Gabriel Yared )  Musique Film .
- 2002 : Occident Orient Asie (  avec  Colette Merklen  )
- 2004 :  Group Fleuve Jaune  (  avec Shi KeLong . Wang WeiPing. Wang Jin )
- 2005 :  concert Eglise Américaine de Paris  en Live  ( avec Colette Merklen  )
- 2006 :  Rencontre Musicale de L'Europe et de L'Asie (avec ColetteMerklen  )
- 2007 :  Le Premier Cri  ( avec Armand Amar  )
- 2008 : Je Sais Que La Terre est Plate (  Avec  Raphael  )
- 2008 : Paris.Istanbul.Shanghai (   avec Joel Grare  )
- 2008:   Sparrow  ( avec Xavier Jamaux et Fred Avril  ) Musique Film .
- 2009 : Horizons  ( avec Claude Samard   )
- 2010 : In One Take (  avec Fiona Sze )
- 2010 : Marco Polo  (  avec Mathias Duplessy, Enkhjargal Dandarvaanchig et Sabir Khan )
- 2011 : Jiangnan Sizhu Music  ( avec Lingling Yu  )
- 2011 :  Diagnostic  (  avec Ibrahim Maalouf  )
- 2011 :  Jazzin -  ( ave  Tina Povenzano  . Hiroshi Murayama Trio )
- 2011 :   Shao Lin  (  avec Nicolas Erréra ) Musique Film .
- 2011 :   Songs of Freedom  ( avec Nguyen Le  )
- 2012 : Scented Maiden. Solo.
- 2012 :  Skits For the Ears  ( avec Franck Vaillant  )
- 2012 : New Nen Sui Sui  ( avec Mieko Miyazaki )
- 2012 : Cinéma El Mundo ( Avec Lo'Jo  )
- 2012 : Le Murmure de L'orient . ( avec Manuel Hermia )
- 2013 :  Guo Gan  " Jasmine Flower  " Trio  (  avec  Lai Long Han .Ying Rao )
- 2013 :  Journey to the Forbiden City  ( avec Sylvain Bezia  )
- 2014 : Himalaya. Solo.
- 2015 : The Kite  ( avec Loup Barrow  )
- 2015 : Ceazy Horse  (  avec Mathias Duplessy, Enkhjargal Dandarvaanchig et Alicia Regnard  )
- 2016 : Peace In The World  ( avec Aly Keita )
- 2016 :  Lune De Jade  ( avec  Emre Gultekin  )
- 2016 :  Songs From the Imperial Plalace  ( avec Zou Lun Lun  )
- 2016 :  Kung Fu Panda 3  ( avec Hans Zimmer  ) Musique Film .
- 2018 : Moon Night. Solo.
- 2018 :  Spring Breeze From Home  (  avec  Jessica Yuen . )
- 2018 :  Jazz Jasmine Flower  (  avec Park Stickney. Jessica Yuen .)
- 2018 :  Jazz Standard    ( avec  Park Stickney. Jessica Yuen  )
- 2019 : Gobi Desert  (  avec Emre Gultekin .Levent Yildirini )
- 2019 : Beijing  HuTong  (  Thierry Girault . Frédéric Folmer .Thibaud Pontet )
- 2020 : Saba Sounds (  avec Zoumana Tereta et Richard Bourreau  )
- 2020 : Brothers of String   (  avec Mathias Duplessy, Enkhjargal Dandarvaanchig et Alicia Regnard  )
- 2020 :  Gaia  ( avec Henning Fuchs  )
- 2021 :  The Silk Way  (   avec Fabio Turchetti  )
- 2022 :  Guo Gan "Swordmen" Trio (  avec Liu Yi Qing, Chen Jian )
- 2022 : Stromae  -Multitude ( avec Stromae )
- 2022 :  Lang Lang Disney Book  (  avec Lang Lang  )
- 2023 :  Three Perfumes Trio   (  Guo Gan . Houng Thanh .Fumie Hihara  )
- 2023 :   Monteverdi  World  ( avec  Fabio Turchetti . Alberto Venturini )
- 2024 :  The Road  With You  (  avec Mathias Duplessy . Alicia Regnard .Sabir Khan. Mandakhjargal Daansuren. Zied Zouari )
- 2024 :   Clair  de Lune  (  avec  Anne  Berteletti  ) Musique Classic .